# Canton d'Isigny-le-Buat
Pour les articles homonymes, voir Isigny.
Le canton d'Isigny-le-Buat est une circonscription électorale française, située dans le département de la Manche et la région Normandie.
À la suite du redécoupage cantonal de 2014, les limites territoriales du canton sont remaniées. Le nombre de communes du canton passe de 1 à 35.

## Histoire
- De 1833 à 1848, les cantons d'Isigny  et de Saint-Hilaire-du-Harcouët avaient le même conseiller général. Le nombre de conseillers généraux était limité à 30 par département[3].

- Par décret du 25 février 2014, le nombre de cantons du département est divisé par deux, avec mise en application aux élections départementales de mars 2015. Le canton d'Isigny-le-Buat est conservé et s'agrandit. Il passe de 1 à 35 communes[1].

## Représentation

### Conseillers d'arrondissement (de 1833 à 1940)
Le canton d'Isigny-le-Buat appartenait à l'arrondissement de Mortain jusqu'à sa disparition en 1926.
| Période                                  | Période | Identité                     | Étiquette            | Qualité |
| ---------------------------------------- | ------- | ---------------------------- | -------------------- | --- |
| 1833                                     | 1839    | M. Hamelin                   |                      | Pharmacien à Saint-Hilaire-du-Harcouët                                                                      |
| 1839                                     | 1848    | Isidore Heuzé (1791-1874)    |                      | Propriétaire à Isigny                                                                                       |
|                                          |         |                              |                      | |
| 1907                                     | 1908    | Louis-Ch-Fr Davy (1867-1926) | Républicain          | Agriculteur, maire des Biards                                                                               |
|                                          |         |                              |                      | |
| 1913                                     |         | M. Morel                     | RG                   | |
|                                          |         |                              |                      | |
| 1937                                     | 1940    | Maurice Vandoir              | Républicain national | Éleveur à Vezins                                                                                            |
| 1940                                     |         |                              |                      | Les conseils d'arrondissement ont été suspendus par la loi du 12 octobre 1940 et n'ont jamais été réactivés |
| Les données manquantes sont à compléter. |         |                              |                      | |

### Conseillers généraux de 1833 à 2015
| Période                                  | Période      | Identité                                                    | Étiquette    | Qualité                                                                                            |
| ---------------------------------------- | ------------ | ----------------------------------------------------------- | ------------ | -------------------------------------------------------------------------------------------------- |
| 1825                                     | 1830         | Charles-Nicolas de Saint-Paul de Lingeard (1773-1858)       |              | Maire                                                                                              |
|                                          |              | Les conseillers généraux représentent un canton depuis 1833 |              | |
| 1833                                     | 1842         | Louis-Pierre Lerebours-Pigeonnière (1784-1881)              |              | Juge de paix                                                                                       |
| 1842                                     | 1848         | Joseph-Gabriel Laumondais (1799-1882)                       |              | Avocat, juge de paix à Mortain, représentant (1848)                                                |
| 1848                                     | 1852         | Isidore Heuzé (1797-1874)                                   |              | Notaire à Isigny (1825-1829) et à Ducey (1829-1836) puis juge de paix, conseiller d'arrondissement |
| 1852                                     | 1858         | Louis Bréhier (1802-1861)                                   |              | Juge d'instruction                                                                                 |
| 1858                                     | 1867         | Paul Dubois                                                 |              | Propriétaire, médecin à Avranches                                                                  |
| 1867                                     | 1886         | Victor-Louis-Toussaint Fauchon de Villeplée (1828-1892)     | Républicain  | Propriétaire                                                                                       |
| 1886                                     | 1892         | Gabriel de Tesson (1860-1936)                               | Droite       | Propriétaire, maire de La Mancellière (1900-1936)                                                  |
| 1892                                     | 1908 (décès) | Henri Foisil (1849-1908)                                    | Conservateur | Magistrat puis avocat, maire d'Isigny                                                              |
| 1908                                     | 1926 (décès) | Louis-Ch-Fr Davy (1867-1926)                                | Républicain  | Agriculteur, maire des Biards, conseiller d'arrondissement                                         |
| 1926                                     | 1940         | Arsène-Jules Adam-Larivière                                 | RG           | Notaire à Isigny                                                                                   |
|                                          |              |                                                             |              | |
| 1945                                     | 1949         | André Foisil                                                |              | Agriculteur, maire d'Isigny                                                                        |
| 1949                                     | 1963 (décès) | Maurice Vaudoir                                             | Indépendant  | Éleveur, maire de Vezins, ancien conseiller d'arrondissement                                       |
| 1963                                     | 1967         | Louis Vaudoir (frère du précédent)                          | DVD          | Agriculteur, maire de Chalandrey                                                                   |
| 1967                                     | 2004         | Bernard Pinel                                               | DVD puis UDF | Chef d'entreprise, maire d'Isigny-le-Buat                                                          |
| 2004                                     | 2015         | Louis Desloges                                              | DVD          | Cadre, conseiller municipal d'Isigny-le-Buat                                                       |
| Les données manquantes sont à compléter. |              |                                                             |              | |

Le canton participe à l'élection du député de la deuxième circonscription de la Manche, avant et après le redécoupage des circonscriptions pour 2012.

### Représentation à partir de 2015
| Période élective | Période élective | Mandat | Mandat            | Identité              | Nuance | Nuance | Qualité |
| ---------------- | ---------------- | ------ | ----------------- | --------------------- | ------ | ------ | --- |
| 2015             | 2021             | 2015   | 2021              | Marie-Hélène Fillâtre |        | DVD    | Ingénieur agroalimentaire Maire déléguée de Juvigny-le-Tertre (2017) Maire de Juvigny-le-Tertre (2011-2016) Suppléante du député Bertrand Sorre Ancienne conseillère générale du canton de Juvigny-le-Tertre (2011-2015) |
| 2015             | 2021             | 2015   | août 2018 (décès) | Bernard Tréhet        |        | DVD    | Enseignant retraité Maire de Brécey (1989-2018) Président de la communauté de communes du Val de Sée (2013-2016) Ancien conseiller général du canton de Brécey (1998-2015)                                               |
| 2015             | 2021             | 2018   | 2021              | Jean-Paul Ranchin     |        | DVD    | Chef d'entreprise à Tirepied Conseiller municipal d'Avranches (depuis 2020) Conseiller à la communauté d'agglomération Mont-Saint-Michel-Normandie (depuis 2020)                                                         |
| 2021             | 2028             | 2021   | en cours          | Franck Esnouf         |        | DVD    | Charcutier puis assistant parlementaire de Philippe Bas maire de Saint-Laurent-de-Cuves (depuis 2014) |
| 2021             | 2028             | 2021   | en cours          | Jessie Orvain         |        | DVD    | Agricultrice, maire d'Isigny-le-Buat (depuis 2020) |

### Résultats détaillés

#### Élections de mars 2015
À l'issue du 1er tour des élections départementales de 2015, deux binômes sont en ballottage : Marie-Hélène Fillâtre et Bernard Tréhet (DVD, 46,7 %) et Louis Desloges et Isabelle Lottin (DVG, 35 %). Le taux de participation est de 54,81 % (7 583 votants sur 13 835 inscrits) contre 50,67 % au niveau départemental et 50,17 % au niveau national.
Au second tour, Marie-Hélène Fillatre et Bernard Trehet (DVD) sont élus avec 56,64 % des suffrages exprimés et un taux de participation de 51,42 % (3 633 voix pour 7 103 votants et 13 813 inscrits).

#### Élections de juin 2021
Le premier tour des élections départementales de 2021 est marqué par un très faible taux de participation (33,26 % au niveau national). Dans le canton d'Isigny-le-Buat, ce taux de participation est de 35,16 % (4 823 votants sur 13 718 inscrits) contre 32,67 % au niveau départemental. À l'issue de ce premier tour, deux binômes sont en ballottage : Franck Esnouf et Jessie Orvain (DVD, 49,61 %) et Sébastien Amand et Stéphanie Giret (Divers, 27,02 %).
Le second tour des élections est marqué une nouvelle fois par une abstention massive équivalente au premier tour. Les taux de participation sont de 34,36 % au niveau national, 32,63 % dans le département et 35,78 % dans le canton d'Isigny-le-Buat. Franck Esnouf et Jessie Orvain (DVD) sont élus avec 61,94 % des suffrages exprimés (2 781 voix pour 4 910 votants et 13 721 inscrits),,. 

## Composition

### Composition avant 2015
Avant mars 2015, le canton d'Isigny-le-Buat ne comprenait qu'une seule commune :  Isigny-le-Buat.
La fusion-association de neuf communes avec Isigny-le-Buat en 1973 avait abouti à cette situation, exceptionnelle en milieu rural, de canton à une seule commune. De ce fait, il n'avait dans un premier temps pas été créé d'intercommunalité, la commune n'adhérant à un établissement public de coopération intercommunale que lors du regroupement des communautés de communes de l'ouest de l'Avranchin (communauté de communes Avranches - Mont-Saint-Michel).
À la suite du redécoupage des cantons pour 2015, la commune devient bureau centralisateur d'un canton agrandi des quinze communes du canton de Brécey, des neuf du canton de Juvigny-le-Tertre, de six communes du canton d'Avranches et de quatre du canton de Saint-Pois.

#### Anciennes communes
Avant mars 2015, le canton comprenait neuf communes associées :
- Les Biards, Chalandrey, La Mancellière, Le Mesnil-Bœufs, Le Mesnil-Thébault, Montgothier, Montigny, Naftel et Vezins, associées à Isigny-le-Buat depuis le 15 mars 1973.

La commune du Buat, absorbée en 1968 par Isigny, était la seule commune définitivement supprimée, depuis la création des communes sous la Révolution, incluse dans le canton d'Isigny-le-Buat dans son territoire antérieur à 2015.

### Composition après 2015
Après le redécoupage de 2014, le canton d'Isigny-le-Buat comprenait trente-cinq communes entières.
À la suite de la création de la commune du Parc par fusion de trois communes au 1er janvier 2016, à celle de la commune de Juvigny les Vallées par réunion de sept communes le 1er janvier 2017, à l'absorption de la commune de Saint-Martin-des-Champs dans la commune d'Avranches le 1er janvier 2019, et au décret du 5 mars 2020 rattachant entièrement la commune nouvelle du Parc au canton d'Avranches, le canton est désormais composé de vingt-six communes entières et d'une fraction de commune (l'ancienne commune de Saint-Martin-des-Champs).
| Nom                                    | Code Insee | Intercommunalité               | Superficie (km2) | Population (dernière pop. légale)               | Densité (hab./km2) | Modifier                                    |
| -------------------------------------- | ---------- | ------------------------------ | ---------------- | ----------------------------------------------- | ------------------ | ------------------------------------------- |
| Isigny-le-Buat (bureau centralisateur) | 50256      | CA Mont-Saint-Michel-Normandie | 73,31            | 3 187 (2022)                                    | 43                 | modifier les données · modifier les données |
| Avranches                              | 50025      | CA Mont-Saint-Michel-Normandie | 10,99            | Fraction : 2 493 (2022) Commune : 10 225 (2022) | 930                | modifier les données · modifier les données |
| Brécey                                 | 50074      | CA Mont-Saint-Michel-Normandie | 20,96            | 2 166 (2022)                                    | 103                | modifier les données · modifier les données |
| La Chaise-Baudouin                     | 50112      | CA Mont-Saint-Michel-Normandie | 12,06            | 443 (2022)                                      | 37                 | modifier les données · modifier les données |
| La Chapelle-Urée                       | 50124      | CA Mont-Saint-Michel-Normandie | 4,60             | 171 (2022)                                      | 37                 | modifier les données · modifier les données |
| Les Cresnays                           | 50152      | CA Mont-Saint-Michel-Normandie | 9,78             | 230 (2022)                                      | 24                 | modifier les données · modifier les données |
| Cuves                                  | 50158      | CA Mont-Saint-Michel-Normandie | 9,69             | 263 (2022)                                      | 27                 | modifier les données · modifier les données |
| La Godefroy                            | 50205      | CA Mont-Saint-Michel-Normandie | 3,65             | 295 (2022)                                      | 81                 | modifier les données · modifier les données |
| Le Grand-Celland                       | 50217      | CA Mont-Saint-Michel-Normandie | 12,45            | 595 (2022)                                      | 48                 | modifier les données · modifier les données |
| Juvigny les Vallées                    | 50260      | CA Mont-Saint-Michel-Normandie | 57,25            | 1 678 (2022)                                    | 29                 | modifier les données · modifier les données |
| Lingeard                               | 50271      | CA Mont-Saint-Michel-Normandie | 3,65             | 88 (2022)                                       | 24                 | modifier les données · modifier les données |
| Les Loges-sur-Brécey                   | 50275      | CA Mont-Saint-Michel-Normandie | 5,27             | 117 (2022)                                      | 22                 | modifier les données · modifier les données |
| Le Mesnil-Adelée                       | 50300      | CA Mont-Saint-Michel-Normandie | 6,82             | 158 (2022)                                      | 23                 | modifier les données · modifier les données |
| Le Mesnil-Gilbert                      | 50312      | CA Mont-Saint-Michel-Normandie | 7,85             | 142 (2022)                                      | 18                 | modifier les données · modifier les données |
| Notre-Dame-de-Livoye                   | 50379      | CA Mont-Saint-Michel-Normandie | 3,54             | 166 (2022)                                      | 47                 | modifier les données · modifier les données |
| Le Petit-Celland                       | 50399      | CA Mont-Saint-Michel-Normandie | 6,57             | 175 (2022)                                      | 27                 | modifier les données · modifier les données |
| Reffuveille                            | 50428      | CA Mont-Saint-Michel-Normandie | 23,34            | 537 (2022)                                      | 23                 | modifier les données · modifier les données |
| Saint-Brice                            | 50451      | CA Mont-Saint-Michel-Normandie | 2,55             | 136 (2022)                                      | 53                 | modifier les données · modifier les données |
| Saint-Georges-de-Livoye                | 50472      | CA Mont-Saint-Michel-Normandie | 5,53             | 205 (2022)                                      | 37                 | modifier les données · modifier les données |
| Saint-Jean-du-Corail-des-Bois          | 50495      | CA Mont-Saint-Michel-Normandie | 3,63             | 75 (2022)                                       | 21                 | modifier les données · modifier les données |
| Saint-Laurent-de-Cuves                 | 50499      | CA Mont-Saint-Michel-Normandie | 14,80            | 499 (2022)                                      | 34                 | modifier les données · modifier les données |
| Saint-Loup                             | 50505      | CA Mont-Saint-Michel-Normandie | 6,45             | 678 (2022)                                      | 105                | modifier les données · modifier les données |
| Saint-Michel-de-Montjoie               | 50525      | CA Mont-Saint-Michel-Normandie | 14,46            | 344 (2022)                                      | 24                 | modifier les données · modifier les données |
| Saint-Nicolas-des-Bois                 | 50529      | CA Mont-Saint-Michel-Normandie | 3,57             | 92 (2022)                                       | 26                 | modifier les données · modifier les données |
| Saint-Senier-sous-Avranches            | 50554      | CA Mont-Saint-Michel-Normandie | 8,62             | 1 426 (2022)                                    | 165                | modifier les données · modifier les données |
| Tirepied-sur-Sée                       | 50597      | CA Mont-Saint-Michel-Normandie | 22,55            | 953 (2022)                                      | 42                 | modifier les données · modifier les données |
| Vernix                                 | 50628      | CA Mont-Saint-Michel-Normandie | 5,84             | 155 (2022)                                      | 27                 | modifier les données · modifier les données |
| Canton d'Isigny-le-Buat                | 5015       |                                |                  | 17 467 (2022)                                   |                    | modifier les données                        |

## Démographie

### Démographie avant 2015
| 1962  | 1968  | 1975  | 1982  | 1990  | 1999  | 2006  | 2011  | 2012  |
| ----- | ----- | ----- | ----- | ----- | ----- | ----- | ----- | ----- |
| 3 850 | 3 537 | 3 150 | 3 147 | 3 207 | 3 050 | 3 180 | 3 306 | 3 321 |

### Démographie depuis 2015
En 2022, le canton comptait 17 467 habitants, en évolution de −0,38 % par rapport à 2016 (Manche : −0,31 %, France hors Mayotte : +2,11 %).
| 2013   | 2018   | 2022   |
| ------ | ------ | ------ |
| 17 498 | 17 555 | 17 467 |